# Lipohypertrophie
Die Lipohypertrophie ist eine weiche Umfangsvermehrung infolge einer Zubildung (Hypertrophie) des Unterhautfettgewebes. Dabei unterscheidet man zwischen einer lokalen Vermehrung des Fettgewebes im Bereich der Injektionsstellen von Insulin in der Diabetologie und einer symmetrisch auftretenden Fettvermehrung in den Extremitäten in der Lymphologie (Extremitäten-Lipohypertrophie). Die Lipohypertrophie ist vom Lipödem abzugrenzen, das bei höhergradiger Ausprägung Schmerzen verursacht. Möglicherweise kann sich jedoch aus einer Extremitäten-Lipohypertrophie ein Lipödem entwickeln.

## Lipohypertrophie in der Diabetologie
Lipohypertrophie kann dort auftreten, wo Insulin häufig gespritzt wird, also an den Oberschenkeln, am vorderen oder seitlichen Abdomen.
Diese Verdickungen entstehen dadurch, dass das in die Haut gespritzte Insulin lokal das Wachstum des Fettgewebes anregt. Problematisch ist, dass der Bereich einer Lipohypertrophie zwar wenig schmerzhaft ist, die Insulinresorption an dieser Stelle aber stark vermindert ist, so dass Einstellungsprobleme oder hoher Insulinverbrauch auftreten können.

## Lipohypertrophie in der Lymphologie
Lipohypertrophie bezeichnet hier die Fettgewebsvermehrung in den Extremitäten und wird deshalb auch Extremitäten-Lipohypertrophie (EL) genannt. Die EL tritt fast ausschließlich bei Frauen und dann meistens symmetrisch auf. Meistens bildet sich die EL im Laufe der Pubertät heraus, selten schon in der Kindheit und spätestens nach der Menopause. Über das Fortschreiten (Progredienz) lässt sich im Allgemeinen keine Aussage treffen. Die Fettgewebsvermehrung kann gar nicht zunehmen, oder aber zu entstellten Formen und zum Lipödem führen, das dann Beschwerden verursacht.

### Ursache
Die Extremitäten-Lipohypertrophie ist eine genetisch bedingte Fettverteilungsstörung, die dazu führt, dass in den Armen oder Beinen mehr Fettgewebe eingelagert wird, als es eigentlich dem Gewicht der betreffenden Person entspricht. Es entsteht also eine gewisse Disproportion zwischen Extremitäten und Rumpf. Die EL ist somit eine anlagenbedingte Körperformvariante und nicht krankhaft. Wegen ihrer genetischen Ursache findet sich die EL oft auch bei den weiblichen Vorfahren einer Betroffenen.

### Therapie
Da die Extremitäten-Lipohypertrophie keine Beschwerden verursacht, ist eine Therapie normalerweise nicht erforderlich.
In einigen Fällen ist es aber hilfreich, flachgestrickte Kompression zu tragen, um zur Entstauung beizutragen. Auch manuelle Lymphdrainage kann helfen.